# Oscar Eriksson-Elfsberg
Oscar Eriksson-Elfsberg (* 1993) ist ein schwedischer Unihockeyspieler, der beim Nationalliga-A-Verein UHC Waldkirch-St. Gallen unter Vertrag steht.